# Гурок

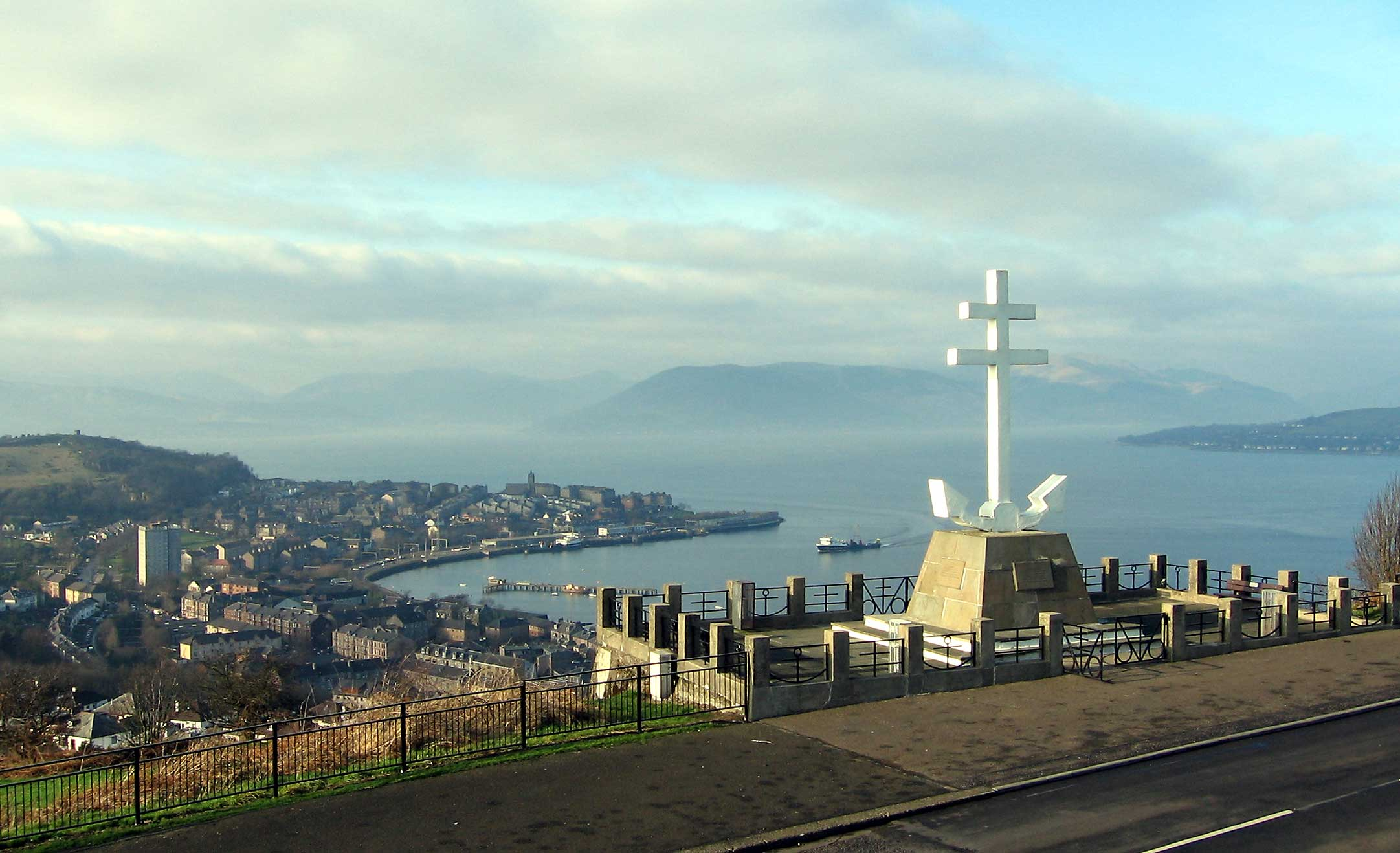
Мемориал Free French

Гурок (англ. Gourock, гэльск. Guireag, скотс Gourock) — город в западной Шотландии, в округе Инверклайд.

## География
Город расположен на восточном берегу залива Ирландского моря — Ферт-оф-Клайд.
Имеются железнодорожный терминал и паромная переправа на реке Клайд.
Административные районы города — Эштон, Кардуэлл-Бей, Леван, Макинройс-Пойнт, Мидтон и Трумфилл.

## Население
Население — 10 320 человек (30.06.2016).

## История
Название Gourock происходит от кельтского слова «округлый холм», указывая на холм (Lyle Hill) над городом. В летописях за 1494 год записано, что король Шотландии Яков IV отплыл от берега в Гуроке, чтобы подавить мятежные кланы Хайленда.
В XIX-XX веках был популярным приморским курортом. Ныне популярный жилой район и образует одну непрерывную городскую зону с городами Гринок и Порт-Глазго.

## Промышленность
Главной отраслью, помимо туризма и рыболовства, является ремонт мелких судов и шипчандлер.

## Достопримечательности
- В Гурок имеется один из трёх открытых бассейнов в Шотландии. Открытый бассейн был построен в 1909 году и реконструирован в 1969 году.
- Здесь есть большой яхт-клуб — Royal Gourock Yacht Club.
- 6-метровый монолит, который, как считается, приносит удачу новобрачным и морякам.

## Известные уроженцы
- Прован, Дэвид (род. 1956) — шотландский футболист.

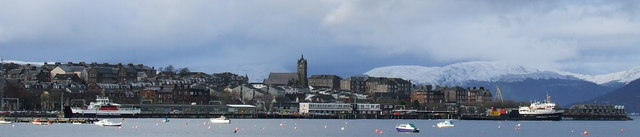